# Tanalum
Tanalum is een bestuurslaag in het regentschap Purbalingga van de provincie Midden-Java, Indonesië. Tanalum telt 3480 inwoners (volkstelling 2010).